# Люгёнай, Марк
Марк Люгёнай (алб. Mark Lucgjonaj, род. 30 августа 1986, Титоград) — черногорский поэт и профессор. Этнический албанец.

## Биография
Марк Люгёнай родился в Подгорице, в албанской семье из Малесии. Он окончил начальную и среднюю школу в своём родном городе Тузи, чтобы продолжить обучение в Приштинском университете в Косово. Марк изучал албанский язык и литературу, а позже получил степень магистра в Университете Луидя Гуракучи в Шкодере. Он племянник известного писателя на гегском диалекте албанского языка Ноке Сиништая.
В июне 2014 года Люгёнай опубликовал свой первый сборник стихов на албанском языке «Журма э Мендимеве» (Zhurma e Mendimeve, «Шум мыслей») и на черногорском языке «Бука Мисли» (Buka Misli).